# Чемпионат мира по шоссейным велогонкам 1946
19-й чемпионат мира по шоссейному велоспорту проходил в швейцарском городе Цюрих с 31 августа по 1 сентября 1946 года. Он стал четвёртым на территории Швейцарии и третьим в Цюрихе.
В рамках чемпионата были проведены шоссейные групповые гонки среди мужчин у любителей и профессионалов.

## Призёры
| Велогонка                      | Золото                 | Серебро                    | Бронза                       |
| ------------------------------ | ---------------------- | -------------------------- | ---------------------------- |
| Мужчины                        |                        |                            |                              |
| Групповая гонка. Профессионалы | Ханс Кнехт · Швейцария | Марсель Кинт · Бельгия     | Рик Ван Стенберген · Бельгия |
| Групповая гонка. Любители      | Анри Обри · Франция    | Эрнст Штеттлер · Швейцария | Анри ван Керкхове · Бельгия  |

## Медальный зачёт
*   Принимающая страна (Швейцария)
| Место          | Страна         | Золото | Серебро | Бронза | Всего |
| -------------- | -------------- | ------ | ------- | ------ | ----- |
| 1              | Швейцария*     | 1      | 1       | 0      | 2     |
| 2              | Франция        | 1      | 0       | 0      | 1     |
| 3              | Бельгия        | 0      | 1       | 2      | 3     |
| Всего стран: 3 | Всего стран: 3 | 2      | 2       | 2      | 6     |